# سيدي عبد الله أوسعيد
سيدي عبد الله أوسعيد هي جماعة قروية في إقليم تارودانت بجهة سوس ماسة جنوب المغرب. وهي تضم 3463 نسمة، حسب الإحصاء العام للسكان والسكنى لسنة 2014.
يبعد مركز الجماعة عن مدينة تارودانت بـ 50 كلم.

## دواوير الجماعة
تتكون جماعة سيدي عبد الله أوسعيد من 3 قبائل، وهي: قبيلة أيت تامنت - قبيلة أكنسان - قبيلة إمدلاون
| قبيلة أيت تامنت | قبيلة أكنسان | قبيلة إمدلاون |
| --- | --- | --- |
| - دوار تافيلالت - دوار تاركانت - دوار تسكينت - دوار أيت ناصر - دوار أمزورو - دوار تشكنينت - دوار تكديرت - دوار ثلاث نبطلجان - دوار ألاكجان - دوار فلغوس - دوار تزوضوت - دوار أمرشيح | - دوار تمكدوت - دوار تنزرار - دوار فيڭري - دوار إمليل - دوار يوسران - دوار تسلي - دوار أنزيغ - دوار إمغير - دوار واغرضا | - دوار أنضيل - دوار إمنارن - دوار تڭموت - دوار أيت أعمر - دوار أمغلوا - دوار أوسغمل - دوار توارت - دوار فييل - دوار إنليف - دوار تاوريرت |

## التاريخ
استقر الولي الصوفي الكبير الشيخ عبد الله بن سعيد الحاحي عند أيت تامنت بتافلالت الواقعة بقبيلة إداوزداغ بالأطلس الكبير الغربي على على بعد حوالي 60كلم شمال شرق تارودانت، وسرعان ما تزوج من السيدة عائشة بنت إبراهيم الشريفة، وهي من إداوزيمر، فرزق منها بأبنائه يحيى والحسن وصفية وزينب. من هنا نعلم أن يحيى كان كبير إخوته، وأن ميلاده تم بعد سنة (964هـ/1557م).
وقد أسس عبد الله بن سعيد الحاحي زاويته، والتي تسمى حالياً بزاوية سيدي عبد الله أوسعيد، وجعلها محطة لجلب العلماء للتدريس بها، ولم تلبث وفود  الزوار والمريدين وطلاب العلم أن توافدوا عليها، أما الشيخ عبد الله الحاحي فقد قسّم أيامه ولَيَاليه بين التدريس والوعظ والإرشاد والتأليف والذكر والتهجد، وكانت مجالسه العلمية كثيرة الفائدة، وكان يكثر من الحكم والمواعظ في الإنابة وتصفية الباطن، والتحذير من شوائب الأعمال وحب الدنيا، والتأكيد على اتِّباع السنة ولزومها، ومن جملة الآخدين عنه: الشيخ أحمد البوسعيدي، ومحمد بن عبد الواسع البعقيلي، والشيخ محمد بن علي الجزولي،  ولم يقتصر دوره عند هذا الحد، وإنما لعب أدواراً سياسية وعسكرية هامة إلى جانب شيوخ كبريات الزوايا المغربية خلال القرن العاشر الهجري. كانت زاوية تافيلالت أيت تامنت في القرن السابع عشر مركزا سياسيا ودينيا ذا أهمية كبيرة جدا. ولا يزال قبر شيخها سيدي عبد الله أوسعيد المتوفى عام 1012هـ - 1603م، مزارا مقدسا لسكان المنطقة إلى يومنا هذا.
كان الشيخ عبد الله بن سعيد الحاحي من ضمن الذين أودى بهم الطاعون الجارف الذي ضرب المغرب عام (1012ه/1603م)، والذين كان من ضمنهم أيضا السلطان أحمد المنصور الذهبي. وكان من الطبيعي أن ينتقل أمر زاوية زداغة إلى الشيخ يحيى بن عبد الله لرسوخ باعه العلمي وعلو سنده الصوفي. وقد عرفت الزاوية في عهده أوج ازدهارها بالرغم من الأوضاع العامة التي عرفتها البلاد، فقد كان شخص يحيى ضامنا لتبعية قبائل سوس لزاويته واستقرار الأوضاع العامة بالمنطقة. فكرس حياته خلال هذه المرحلة للتدريس وتربية المريدين، فطارت شهرته وقصده طلاب العلم والراغبون في التربية الصوفية السليمة، وتكاثر أتباعه. وقد لخص الإفراني هذه الوضعية بقوله: «وكانت ليحيى شهرة عظيمة بالصلاح، وأتباع كثيرون كوالده وجده. وتوجهت لزيارته الأمم، وركبت لها النجائب».
ولعل هذه المكانة التي تمتع بها يحيى وكثرة مريديه وأتباعه من القبائل السوسية، هي التي جعلت السلطان السعدي زيدان بن أحمد المنصور يستجير به ضد الثائر ابن أبي محلي الذي دخل العاصمة مراكش وطرد منها السلطان الشرعي، فقضى يحيى على هذه الثورة بعد أن هزم جيش ابن أبي محلي في معركة «جليز» عام (1022هـ/ 1613م)، وأعاد السلطان إلى عرشه بالقصر البديع بمراكش. لكن إخلال زيدان بشروط الاتفاق الذي على أساسه ناصره الشيخ يحيى وأعاده إلى عرشه وأهله، وومن ضمن هذه الشروط: تَرْكُ سبيل الظلم، وتخفيف الجبايات على الرعية، وطرد اليهود من بلاطه وخدمته، كان دافعا مقنعا جعل الشيخ يحيى يخلع بيعة السلطان زيدان ويؤسس إمارة قوية بتارودانت ظل يوسع نفوذها ويدافع عن مقوماتها إلى أن قُتِل مسموما عام (1035هـ/ 1626م) فنقل جثمانه إلى زاويته بتافلالت بقبيلة إداوزداغ حيث ضريحه الآن إلى جانب قبر والده سيدي عبد الله بن سعيد.

## الثقافة
- مهرجان سيدي عبد الله أو سعيد للثقافة والتنمية

## الصحة
تتوفر الجماعة على مركز صحي قروي من المستوى الأول بمركز الجماعة، وعلى سيارتين للإسعاف. كما تم بناء قاعة وتحويلها لمستوصف مؤقت بدوار فلغوس الذي يقع في موقع إستراتيجي، بهدف تقريب الخدمات الصحية للمواطنين.

## الاقتصاد
يشتغل معظم السكان المحليون في الفلاحة وتربية الماشية، وينعقد بمركز الجماعة سوق أسبوعي، كل يوم أربعاء، يسمى بسوق الأربعاء أيت تامنت.

## التعليم
قائمة المؤسسات التعليمية في سيدي عبد الله أوسعيد:
- مجموعة مدارس وادي المخازن (المركزية: أيت تامنت / الوحدات: زاوية تافيلالت - أيت ناصر - تلات نبطلجان)
- مجموعة مدارس فلغوس (المركزية: فلغوس / الوحدات: مدلاوة - أمغلوا - فييل - إنليف - أكنسان - أنزيغ)

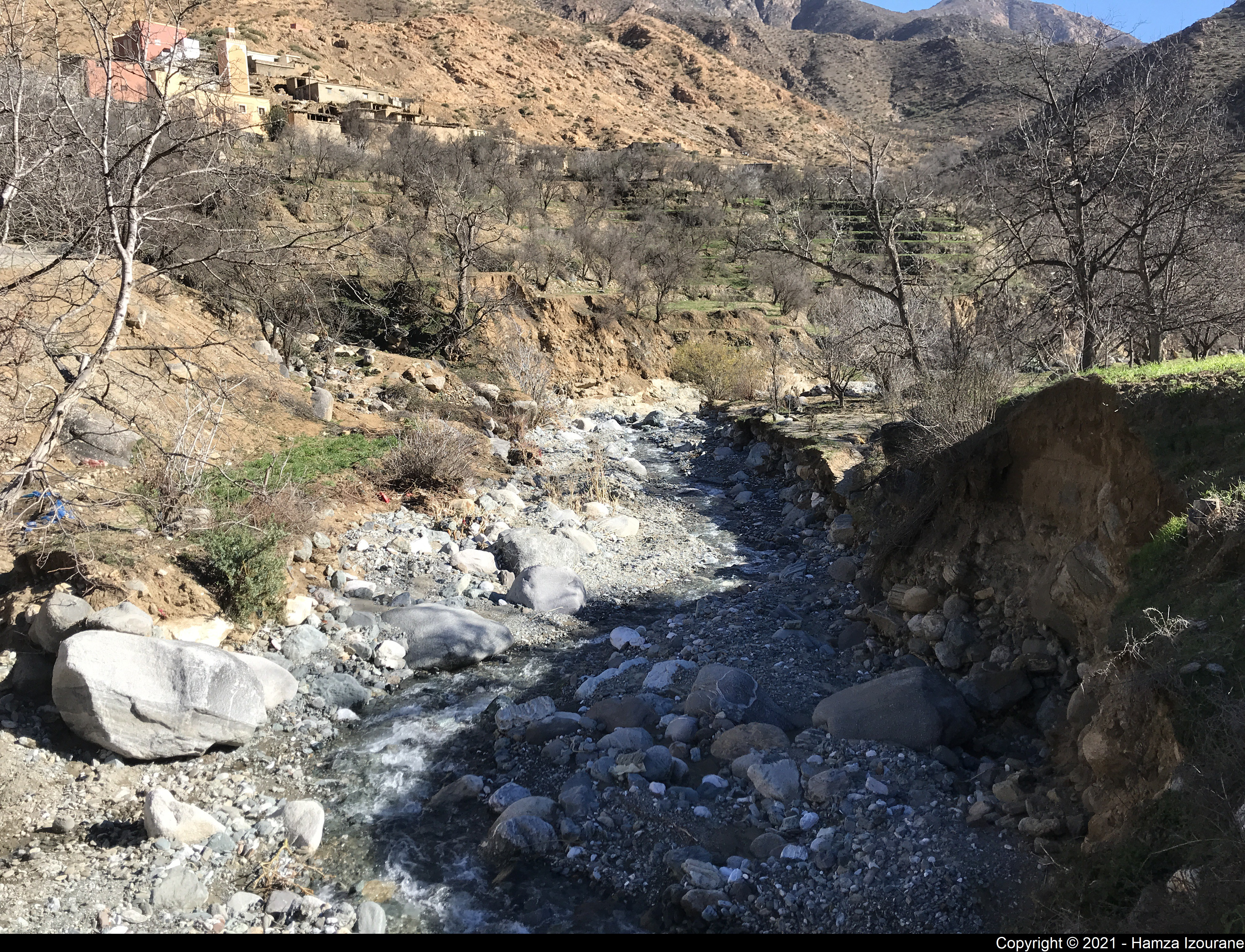
دوار إمنارن - سيدي عبد الله أوسعيد

## الرياضة
قائمة أندية كرة القدم في جماعة سيدي عبد الله أوسعيد:
- نجوم أيت ناصر
- اتحاد أيت ناصر
- نجوم أيت عمر
- أشبال إمنارن
- نسور تكموت
- أتليتيكو فييل
- اتحاد أوسغمل
- اتحاد توارت
- أجيال توارت
- إثران إنليف

## النقل والطرق

### الطرق

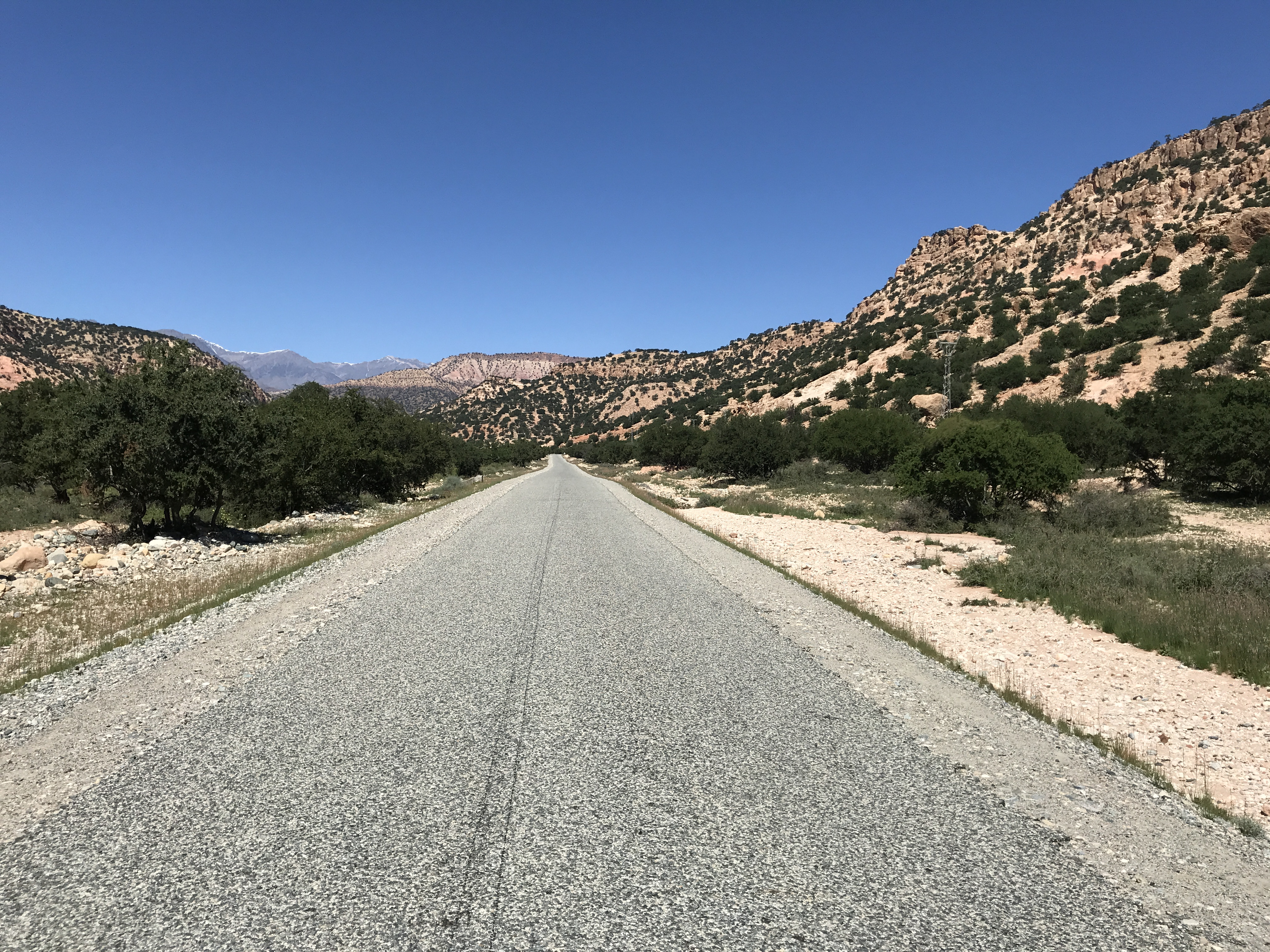
الطريق الرابطة بين جماعة إداوڭيلال وجماعة سيدي عبد الله أوسعيد

الطريق معبدة إنطلاقاً من أولاد عيسى إلى غاية سيدي عبد الله أوسعيد مروراً بإدا وكيلال، وتنتهي الطريق المعبدة على مستوى دوار إمنارن بجماعة سيدي عبد الله أوسعيد. تمر الطريق المعبدة بمركز الجماعة سوق سيدي عبد الله أوسعيد وبدواوير تشكنينت - فلغوس - تزوضوت - إمنارن، لكنها لا تصل للدواوير في الجزء الشمالي من الجماعة فييل - إنليف. أما الطرق المتوجهة للدواوير التي تقع في شرق الجماعة تلات نبطلجان - أمرشيح فالطريق إليهما أيضاً غير معبدة، ونفس الأمر بالنسبة للطريق المتوجهة إلى الدواوير في الجزء الغربي للجماعة فهي أيضاً غير معبدة، وتضم دواوير ألاكجان - فكري - تنزرار - إمليل - إيوسران - أنزيغ - إمغير - واغرضا.
وترتبط أيضاً سيدي عبد الله أوسعيد بجماعة إيمولاس عبر طريق غير معبدة، لكنها تبقى صعبة الولوج بسبب مرورها من مسالك جبلية. كما ترتبط أيضاً بجماعة تكوكة عبر طريق غير معبد، يُسمى محلياً بتيزي نالشورفا، يمر عبر منطقة جبلية صعبة الولوج، ويمر عبره السكان المحليون باستخدام الدواب، ولا يمكن ولوجه بالسيارات، يبلغ طوله حوالي 4 كلم.

### النقل
يصعب العثور على وسائل النقل للوصول للمنطقة، وذلك بسبب قلة عدد السكان في جماعة سيدي عبد الله أوسعيد، كما أن غالبية سكان المنطقة مستقرون في مناطق أخرى كتارودانت وأكادير والدار البيضاء، خصوصاً فئة الشباب، إما للدراسة أو العمل. وتنحصر وسائل النقل العامة المتوفرة للوصول لسيدي عبد الله أوسعيد في بعض شاحنات الديهاتسو.

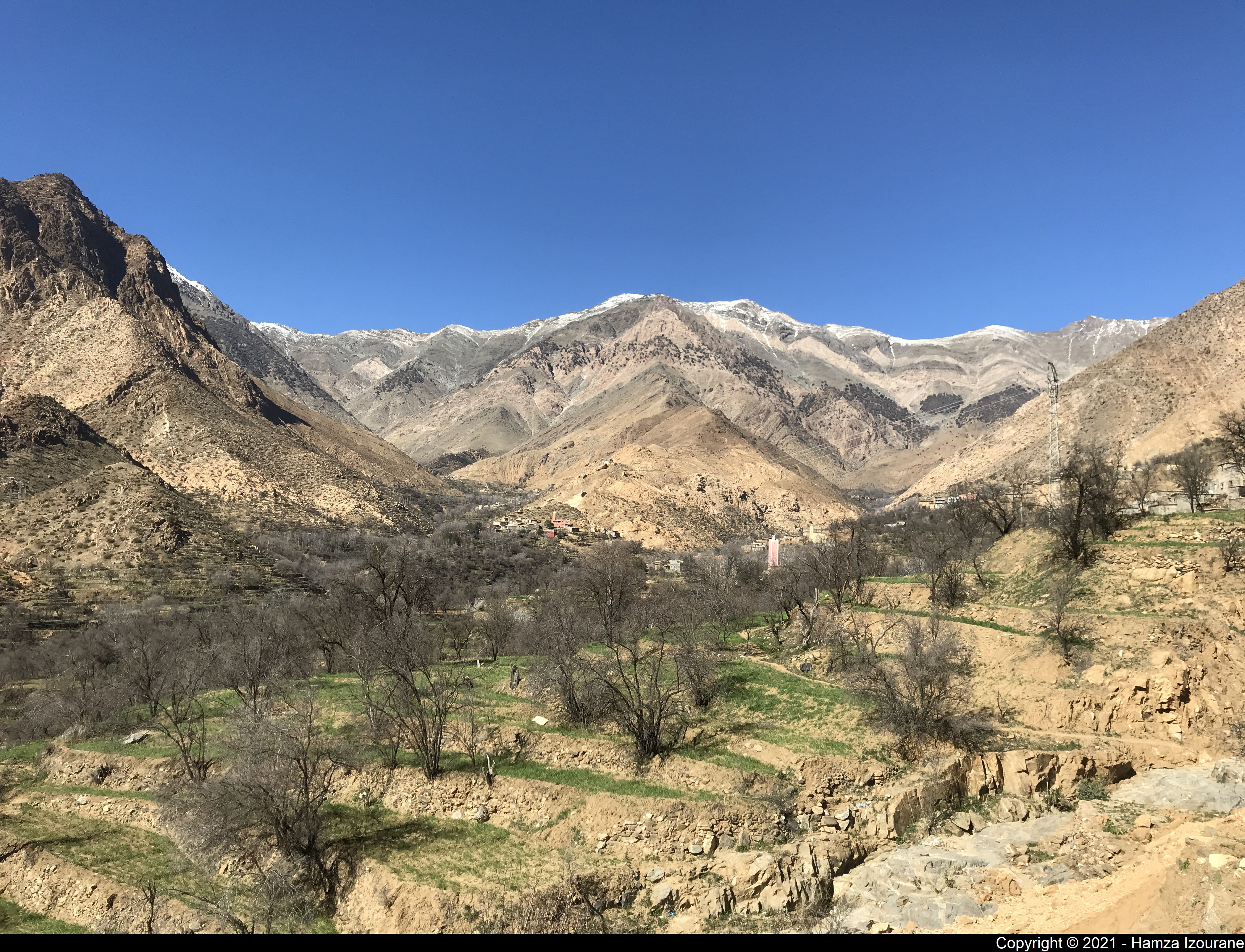
منطقة إمدلاون - جماعة سيدي عبد الله أوسعيد

## السياحة
تتوفر المنطقة على مؤهلات سياحية، ومناظر طبيعية خلابة، خصوصاً في فصل الربيع، وتزداد المنطقة جمالاً خلال موسم تساقط الثلوج. لكنها تفتقر للإشهار، والبنيات التحتية، حيث لا تتوفر سيدي عبد الله أوسعيد على أي دار للضيافة أو الإيواء.
ومن بين أشهر المناطق المعروفة سياحياً بمنطقة سيدي عبد الله أوسعيد هو شلال ألكجان.

## الجمعيات

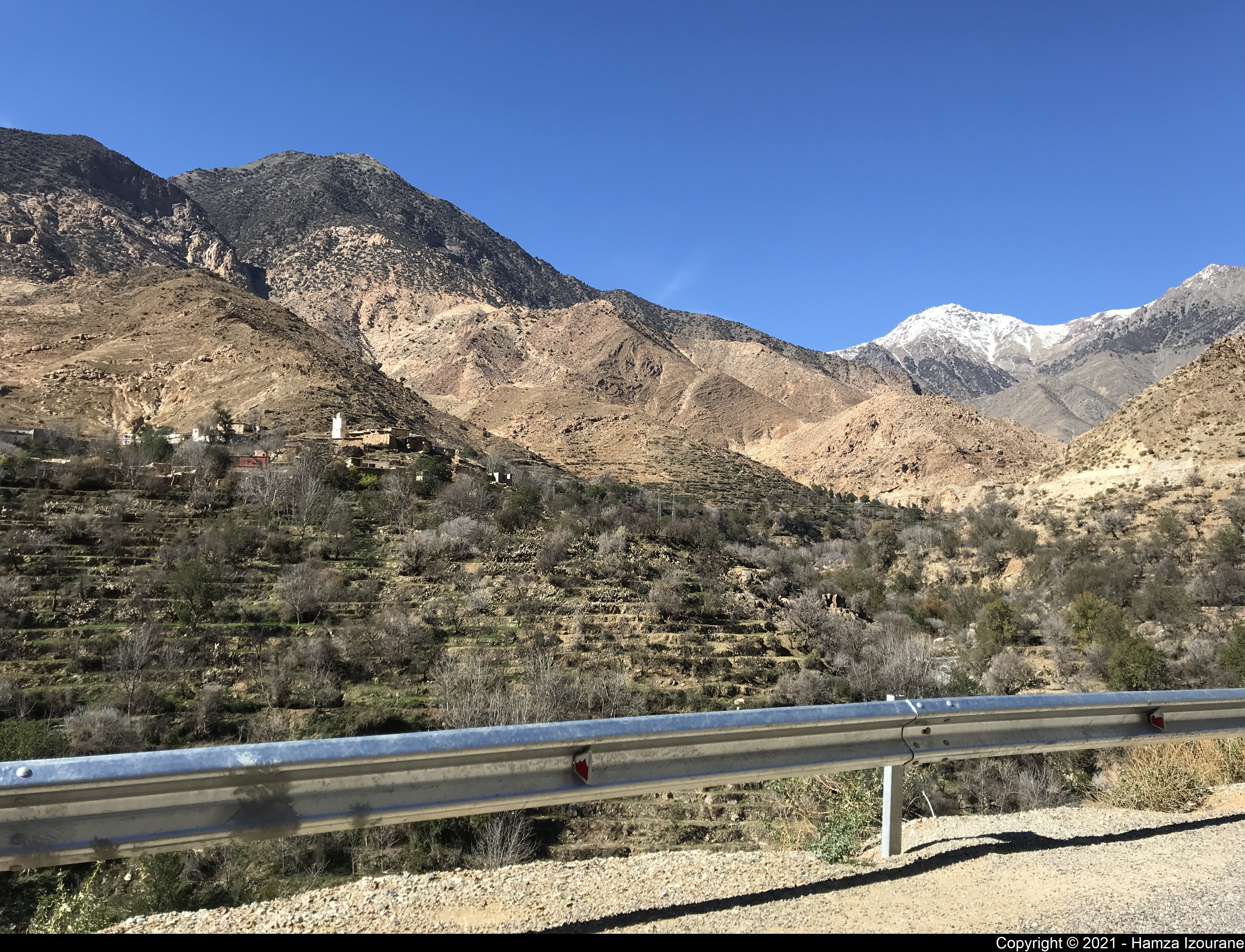
دوار ألكجان - جماعة سيدي عبد الله أوسعيد

قائمة الجمعيات في جماعة سيدي عبد الله أوسعيد:
- جمعية تافيلالت للأعمال الإجتماعية والتنموية والماء (دوار تافيلالت)
- جمعية تامونت أيت ناصر للتنمية والأعمال الاجتماعية (دوار أيت ناصر)
- جمعية تلاث للتنمية القروية (دوار تلاث نبطلجان)
- جمعية تامونت الخير للتنمية والتضامن (دواوير أنضيل - إمنارن - تكموت)
- جمعية الخير أمغلو للتنمية المستدامة والتعاون والمحافظة على البيئة (دوار أمغلو)
- جمعية الأنوار للمصالح الاجتماعية والماء الصالح للشرب والبيئة والرياضة (دوار أيت عمر)
- جمعية أوسغمل للمصالح الاجتماعية والماء الصالح للشرب والبيئة (دوار أوسغمل)
- جمعية الانوار ألكجان للتنمية الاجتماعية (دوار ألكجان)
- جمعية تفاوت للتنمية والماء الصالح للشرب (دوار فيكري)
- جمعية أيتماتن فيكري للتنمية والتعاون (دوار فيكري)
- جمعية أنزيغ للتنمية البشرية والتضامن (دوار أنزيغ)
- جمعية شباب إمغير للتنمية والرياضة والأعمال الاجتماعية (دوار إمغير)
- جمعية واغرضا للتنمية والتعاون (دوار واغرضا)